# Piero Muscolino
Piero Muscolino (Roma, 9 giugno 1938 – Roma, 6 settembre 2013) è stato un ingegnere, saggista e storico italiano.
Dirigente delle Ferrovie dello Stato, ricercatore universitario e divulgatore, ha diretto la realizzazione del Museo nazionale ferroviario di Pietrarsa.

## Biografia

### Studi
Conseguita la maturità presso il liceo classico "Goffredo Mameli", nel 1963 si laureò presso l'Università degli Studi di Roma "La Sapienza" in ingegneria dei trasporti e nel 1965 si specializzò presso la Scuola di formazione postuniversitaria per ingegneri ferroviari dello stesso Ateneo, Scuola cofinanziata dalle Ferrovie dello Stato che se ne servivano per individuare i loro futuri quadri e dirigenti

## Attività professionali

### Attività nelle Ferrovie dello Stato
Nel 1965 fu assunto dalle Ferrovie dello Stato e assegnato al Servizio Movimento, inizialmente nel Compartimento di Roma, dove tra l'altro seguì le corse di prova delle locomotive FS E.444 sulla Roma-Napoli. Due anni dopo fu trasferito al Compartimento di Torino quale responsabile dei Reparti Movimento di Chivasso e di Novara.
Chiamato a Roma nel 1970 e assegnato alla Direzione generale delle FS(in concomitanza con la sua nomina ad assistente volontario del Professor Vincenzo Leuzzi dell'Istituto dei Trasporti della Facoltà di Ingegneria dell'Università degli Studi di Roma "La Sapienza"), vi percorse tutta la carriera fino a diventare, nel 1977, direttore della Divisione studi impianti del Servizio Movimento. Poi fu componente della Segreteria tecnica della Presidenza dell'Ente FS e direttore del Settore Attività museali e cultura storica ferroviaria della Funzione Qualità delle FS. In quest'ultima veste condusse al completamento i lavori per la costituzione del Museo nazionale ferroviario di Pietrarsa.
Con la qualifica di dirigente generale FS, era in quiescenza dal 2000.

### Attività nell'UIC e in altre società
Ha partecipato all'attività di varie commissioni e gruppi di studio nelle FS, nell'UIC (progetto del traforo e linea dello Spluga Milano-Monaco di Baviera), e ha collaborato con società e aziende pubbliche o a partecipazione pubblica (ATAC, Acotral, Metroroma, Intermetro).

### Attività scientifica
Ha relazionato in seminari scientifici in varie sedi universitarie (Facoltà di Ingegneria dell'Università degli Studi di Palermo), aziendali e industriali.
È stato docente di storia dei trasporti alla Libera Università di Lingue e Comunicazione IULM  ed ha tenuto seminari specializzati presso il Politecnico di Milano.
Era socio del Collegio Ingegneri Ferroviari Italiani, in cui ricoprì anche incarichi dirigenziali, e collaborò alle sue riviste Ingegneria ferroviaria e La tecnica professionale.
Per le sue originali idee e formulazioni tecnico-scientifiche (teoria degli itinerari alternativi e studi sull'esercizio economico delle linee a scarso traffico, i "rami secchi") e per l'attività pubblicistica ha ricevuto vari riconoscimenti ufficiali.

### Attività di ricerca storiografica e di divulgazione
Studioso di storia dei trasporti, ha pubblicato su riviste specializzate numerosi articoli riguardanti il settore ferrotramviario, e una trentina di libri anche in collaborazione con altri Autori come Francesco Ogliari e Vittorio Formigari.
È stato presidente della Federazione italiana modellisti ferroviari e amici della ferrovia.
Negli ultimi anni della sua vita ha collaborato con la Fondazione Ferrovia-Museo della stazione di Colonna e con il Museo del Treno dell'Associazione Culturale Amatori Ferrovie in Montesilvano (Pescara).

## Vita privata
"Persona di squisita umanità e umile testimone di una fede cristiana incrollabile", fu sposato con Carmela (Elina) Timarco, docente di lingue moderne nella scuola media superiore, scomparsa prematuramente per una grave malattia. Dal matrimonio nacquero tre figlie, Silvia, Dora e Beatrice.   

## Onorificenze
- Premio Ingegneria Ferroviaria nel 1975.
- Medaglia d'oro della città di Milano nel 1977.
- Premio per la Cultura Italiana dalla Presidenza del Consiglio dei Ministri nel 1983.
- Medaglia d'oro del Comune di Polla (Salerno) nel 1987.
- Encomio solenne del Comune di Lucera nel 1989.
- Riconoscimento al merito del Politecnico di Milano per la decennale collaborazione didattica (2000-2010).

## Opere principali
- Le ferrovie secondarie di Arezzo, Modeltecnica Editrice (1978)
- L'ingegnere del movimento. Conferenza tenuta l'11 aprile 1980 presso la sede del CIFI di Roma, in Ingegneria Ferroviaria, 35 (1980), n. 12, pp. 964-966
- Il Piemonte ferroviario che più ricordo, Editore Calosci (1981)
- Lucera e il treno, Editore Calosci (1982)
- La metropolitana a Roma, Vittorio Formigari, Piero Muscolino, Editore Calosci (1983) (ISBN 887785197X)
- I trasporti pubblici di Roma dal 1845 ai nostri giorni, Piero Muscolino, Elina Timarco, Editore Di Giacomo (1987)
- Trasporti. Due secoli XIX-XX, Francesco Ogliari, Piero Muscolino, Arcipelago Editore (1995) (ISBN 8876951261)
- Ricordi ferrotramviari di viaggi per le Dolomiti e in qualche altra località (III edizione), Editore Calosci (1997) (ISBN 8877850000)
- La Ferrovia dell'Appennino Centrale linea Arezzo-Fossato (II edizione), Mariano Garzi, Piero Muscolino, Editore Calosci (2002) (ISBN 8877851856)
- I trasporti in Italia dal 1800, Francesco Ogliari, Piero Muscolino, Editore  Arcipelago Edizioni (2003) (ISBN 8876951733)
- Le tramvie del Lazio. Storia dalle origini (II edizione), Vittorio Formigari, Piero Muscolino, Editore Calosci (2004) (ISBN 887785197X)
- Appunti immagini curiosità sui tram di Roma e del Lazio, Editore Filopress (2004) (ISBN 8889286008)
- Salve, Piemonte …ferroviario, Editore di Giacomo (2005)
- Le ferrovie della Sicilia sud-orientale (II edizione), Editore Argo Software (2006) (ISBN 8888659501)
- Ricordi ferrotramviari dei viaggi per le vacanze, Editore Calosci (2006) (ISBN 8877852119)
- Le ferrovie dolomitiche Ora-Pedrazzo e Chiusa-Plan, Editore Calosci (2007) (ISBN 8877852208)
- Appunti, immagini, curiosità sui tram di Roma e del Lazio vol. 2, Editore Calosci (2008) (ISBN 8877852399)
- Tram e filobus a Roma. Storia dalle origini (III edizione), Vittorio Formigari, Piero Muscolino, Editore Calosci (2008) (ISBN 8877852291)
- Le stazioni delle linee secondarie FS nelle Marche, Editore Calosci (2009) (ISBN 9788877852564)
- Economic operating systems for lines with limited traffic in Rail international, Volume 13, International Railway Congress Association, 1982
- Roma ai tempi della SRTO (Società Romana Tramways Omnibus 1884-1929) - Editore Calosci (2010) (ISBN 978-88-7785-264-9)
- Nel Lazio ai tempi dei treni a vapore - Editore Calosci (2010)(ISBN 978-88-7785-251-9)
- A Roma nei primi 60 anni dei tram elettrici - Editore Calosci (2011) (ISBN 978-88-7785-255-7)
- Locomotive e treni a vapore nel Lazio - Editore Calosci (2011) (ISBN 978-88-7785-259-5)
- Immagini di ferrovie secondarie FS in Puglia, Lucania, e dintorni - Editore Calosci (2012) (ISBN 978-88-7785-279-3)
- Particolari immagini ferroviarie FS in Liguria e Lombardia - Editore Calosci (2013) (ISBN 978-88-7785-283-0)